# Koerich
Koerich (luxembourgsk: Käerch) er en kommune og et byområde i storhertugdømmet Luxembourg. Kommunen, som har et areal på 18,88 km², ligger i kantonen Capellen i distriktet Luxembourg. I 2005 havde kommunen 1.861 indbyggere.
49°40′00″N 5°57′00″Ø / 49.6667°N 5.95°Ø